# Steinplatte (Fränkische Alb)
Die Steinplatte ist ein 577,3 m ü. NHN hoher, bewaldeter Berg des Mittelgebirges Weißenburger Alb, einem Höhenzug der Fränkischen Alb, im mittelfränkischen Landkreis Weißenburg-Gunzenhausen.

## Geographie

### Lage
Die bewaldete Steinplatte erhebt sich inmitten des Weißenburger Stadtwalds südöstlich der Weißenburger Kernstadt, südlich von Oberhochstatt, nordöstlich von Suffersheim und nördlich von Laubenthal. Südlich führt die Bundesstraße 13 vorbei. Im Osten fällt der Berg in das Laubental ab. Der Berg liegt inmitten des Naturparks Altmühltal in einem Landschaftsschutzgebiet.

### Naturräumliche Zuordnung
Der Steinplatte gehört in der naturräumlichen Haupteinheitengruppe Fränkische Alb (Nr. 08), in der Haupteinheit Südliche Frankenalb (082) und in der Untereinheit Altmühlalb (082.2) zum Naturraum der Weißenburger Alb (082.26).